# Dominik Knill
Dominik Knill (* 18. November 1958 in Appenzell) ist ein gelernter Automechaniker, Berufspilot und Manager. Seit Ende August 2021 ist er als Milizoberst der Präsident der Schweizerischen Offiziersgesellschaft (SOG).

## Biographie
Von 1974 bis 1978 war er Automechaniker am Armeemotorfahrzeugpark in Bronschhofen, danach war er international tätig für Oerlikon-Bührle. 1994 wurde er Projektleiter in Saudi-Arabien und nach 1998 in Rumänien. Von 2001 bis zu seinem Wechsel zu Safran Vectronix (vormals Wild Heerbrugg) im Jahr 2007 war er Länderverkaufsleiter für Oerlikon-Bührle. Bei Safran Vectronix ist er seit 2007 deren Verkaufs- und Marketingleiter. Dazwischen war er 1996 und 1997 ein Jahr lang Militärbeobachter der United Nations Observer Mission in Georgia.
Knill ist verheiratet und Vater von zwei Töchtern.